# Représentations diplomatiques du Timor oriental

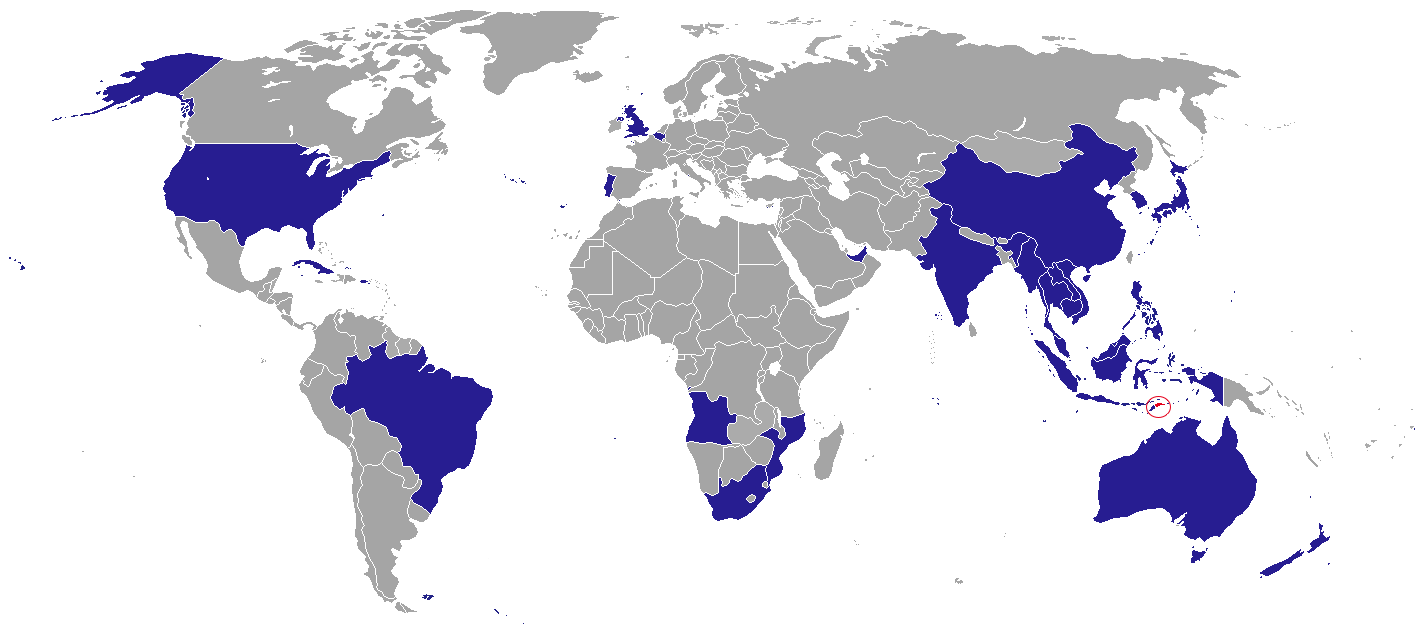
Pays avec des représentations diplomatiques du Timor oriental.

Ceci est une liste des représentations diplomatiques du Timor oriental. En tant que pays le plus pauvre d'Asie avec un nombre limité de personnel formé, le Timor oriental ne commence que lentement à développer son réseau d'ambassades à l'étranger.

## Afrique
- Afrique du Sud
  - Pretoria (ambassade)
- Angola
  - Luanda (ambassade)
- Mozambique
  - Maputo (ambassade)

## Amérique
- Brésil
  - Brasilia (ambassade)
- Cuba
  - La Havane (ambassade)
- États-Unis
  - Washington (ambassade)

## Asie
- Bahreïn
  - Bandar Seri Begawan (ambassade)
- Birmanie
  - Rangoun (ambassade)
- Cambodge
  - Phnom Penh (ambassade)
- Chine
  - Pékin (ambassade)
- Corée du Sud
  - Séoul (ambassade)
- Émirats arabes unis
  - Abou Dabi (ambassade)
- Inde
  - New Delhi (ambassade)
- Indonésie
  - Jakarta (ambassade)
  - Atambua (consulat général)
  - Denpasar (consulat général)
  - Kupang (consulat général)
  - Medan (consulat général)
- Japon
  - Tokyo (ambassade)
- Laos
  - Vientiane (ambassade)
- Malaisie
  - Kuala Lumpur (ambassade)
- Philippines
  - Manille (ambassade)
- Singapour
  - Singapour (ambassade)
- Thaïlande
  - Bangkok (ambassade)
- Viêt Nam
  - Hanoï (ambassade)

## Europe
- Belgique
  - Bruxelles (ambassade)
- Vatican
  - Rome (ambassade)[note 1]
- Portugal
  - Lisbonne (ambassade)
- Royaume-Uni
  - Londres (ambassade)

## Océanie
- Australie
  - Canberra (ambassade)
  - Darwin (consulat général)
  - Sydney (consulat général)
- Nouvelle-Zélande
  - Wellington (ambassade)

## Organisations internationales
- ASEAN
  - Jakarta (mission permanente)
- Communauté des pays de langue portugaise
  - Lisbonne (mission permanente)
- Union européenne
  - Bruxelles (mission auprès de l'Union européenne)
- ONU
  - New York (mission aux Nations unies)
  - Genève (mission permanente)

## Galerie

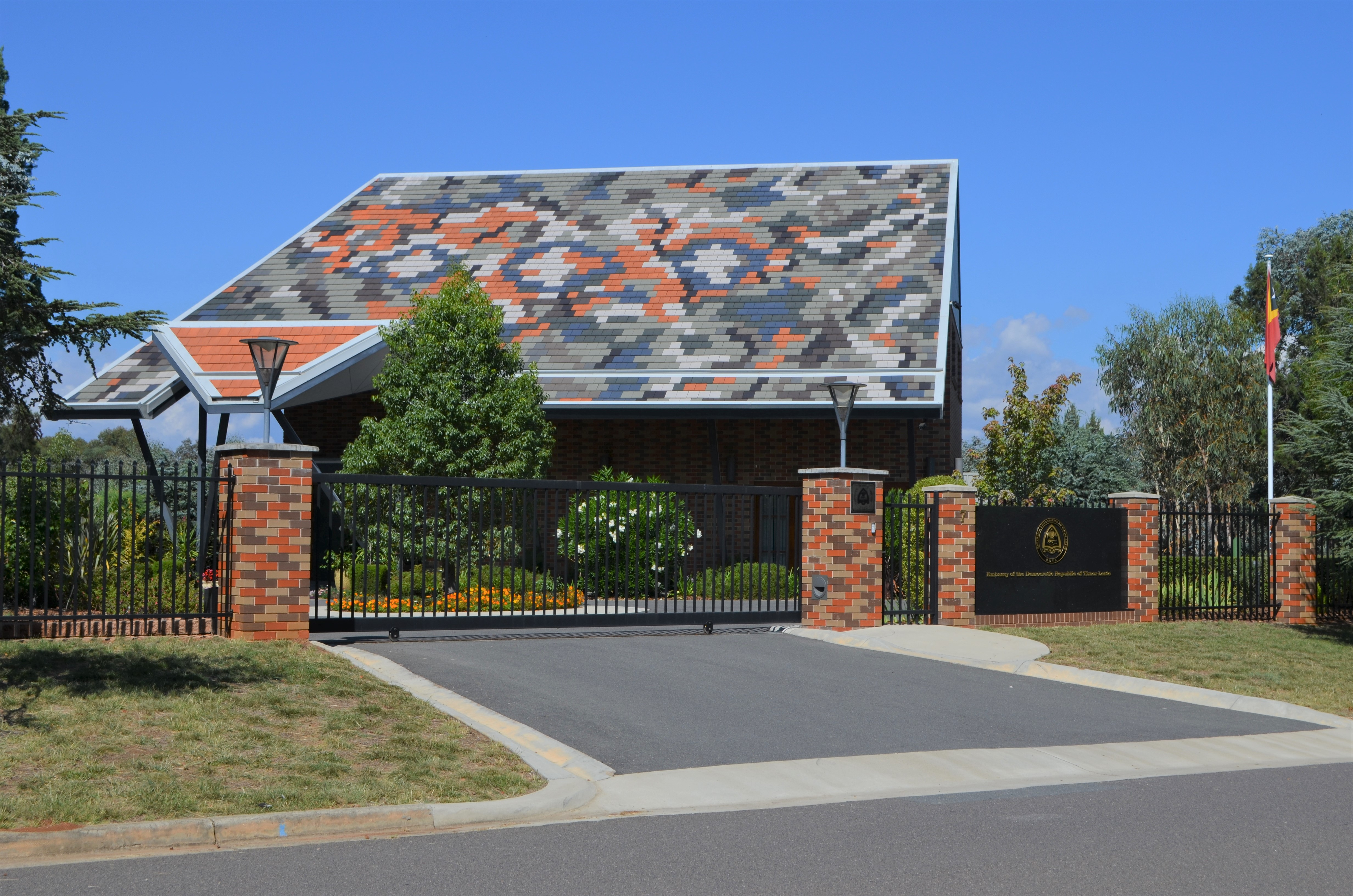
Ambassade à Canberra.
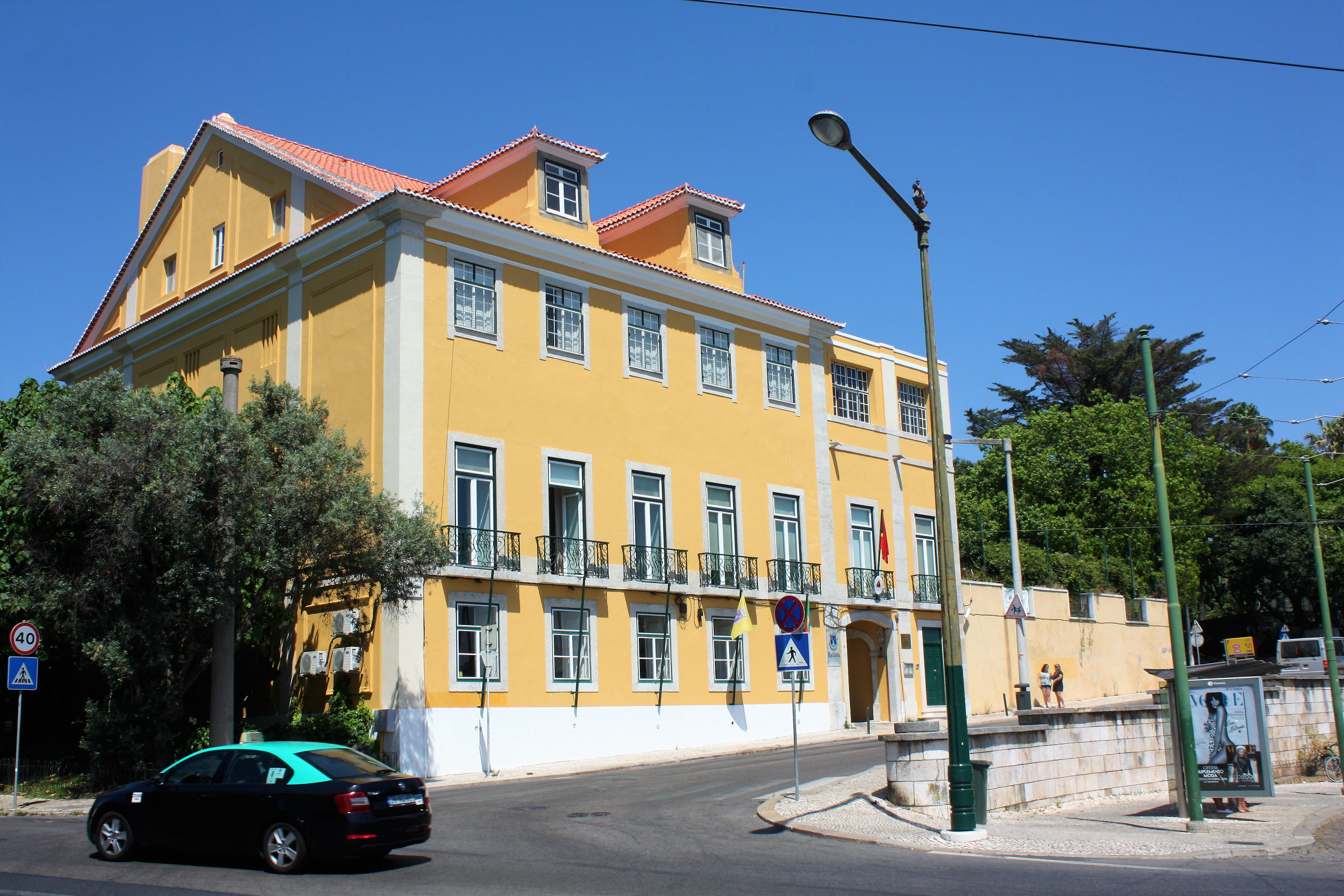
Ambassade à Lisbonne.
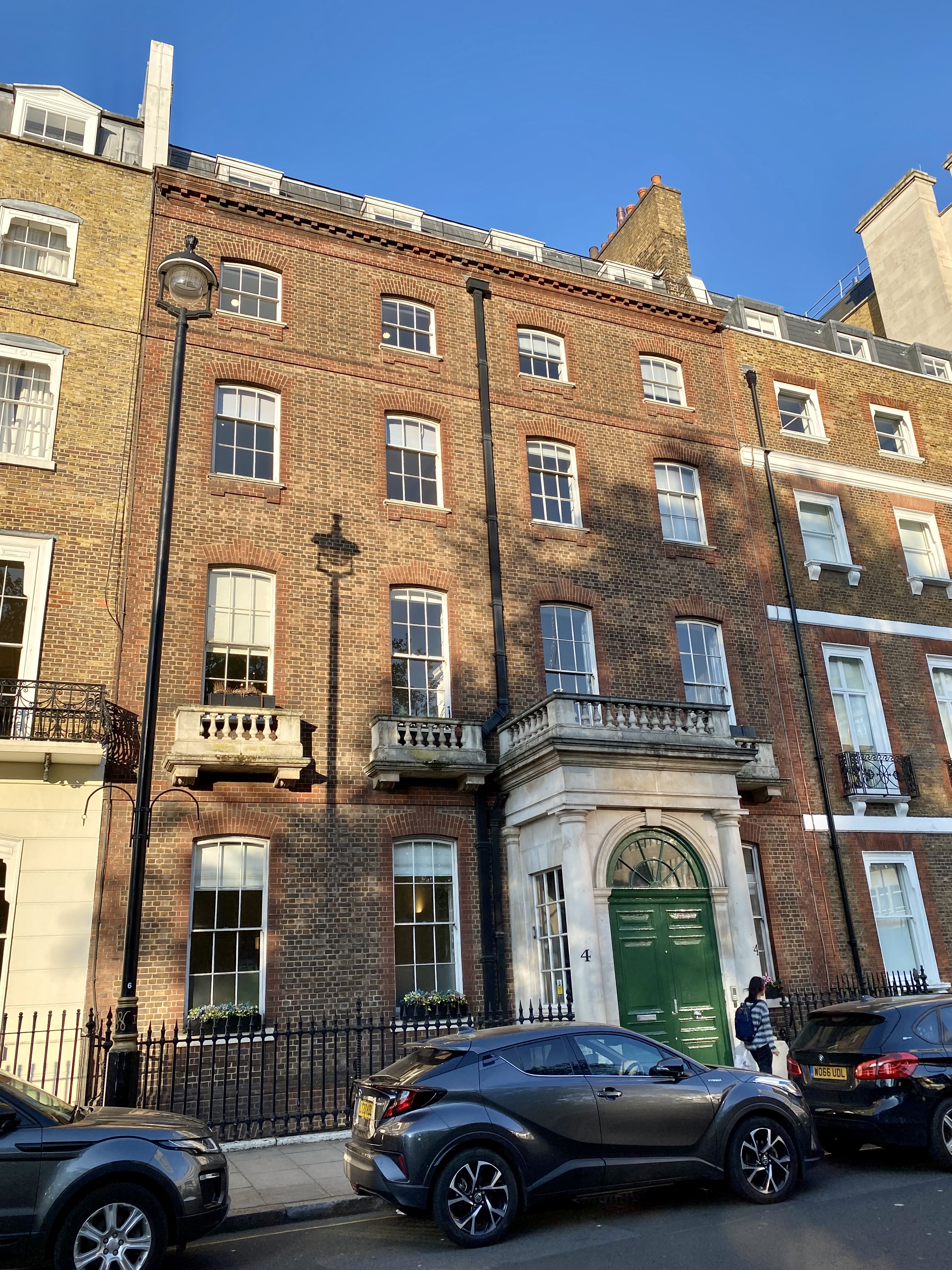
Ambassade à Londres.
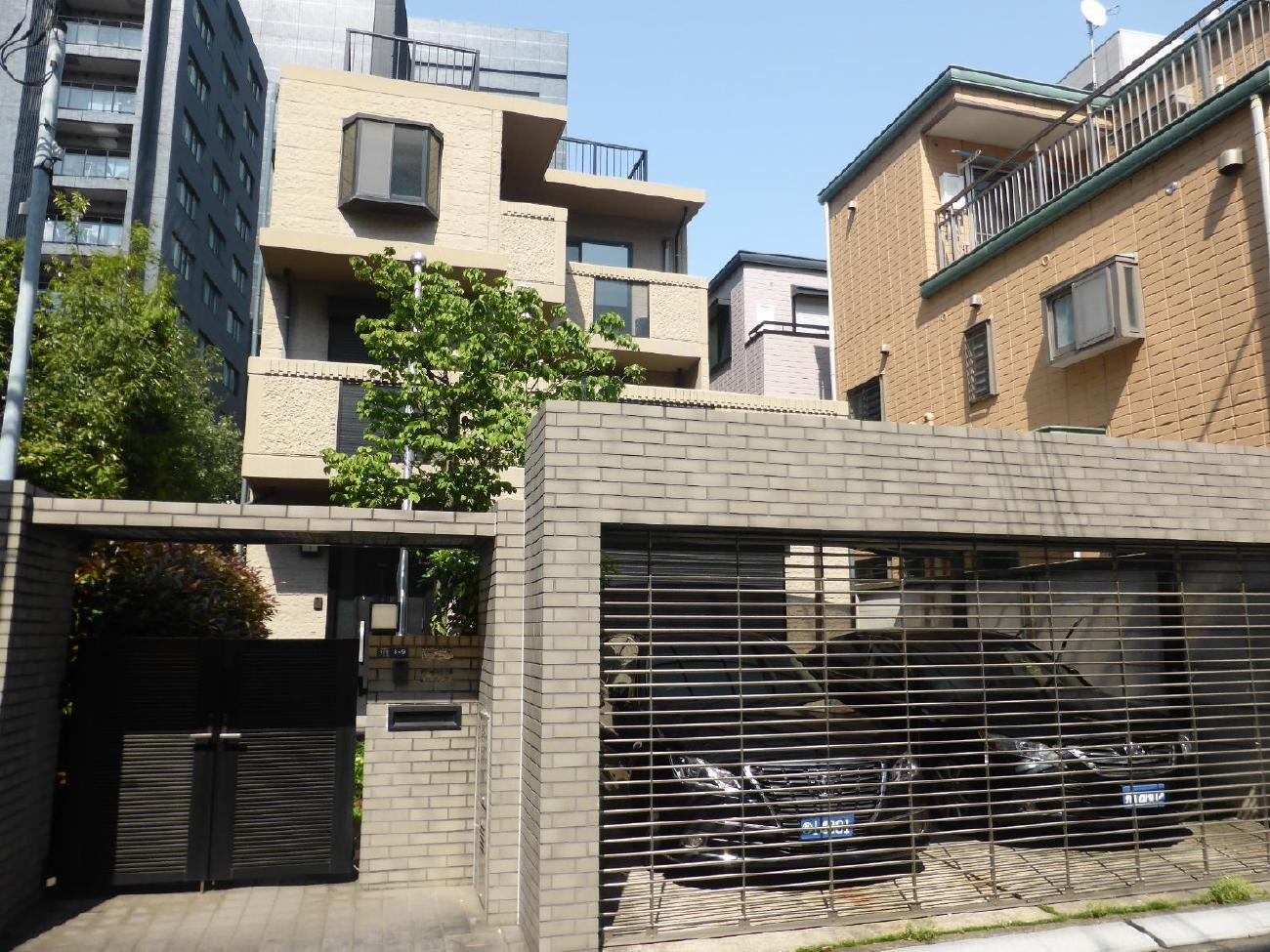
Ambassade à Tokyo.